# Хантийски език
Хантийският език (самоназвание: ханты ясаӈ; старо название: остяшки език) е езикът на хантите, живеещи в Ханти-Мансийски и Ямало-Ненецки автономен окръг и Томска област в Русия. Принадлежи към угро-финските езици. Има няколко диалекта, сред които обдорски, обски, иртишки, сургутски и вах-васюгски, които обаче се различават съществено и са неразбираеми помежду си. Към 2010 г. се говори от 9580 души. Между 20% и 60% от хантите говорят хантийски, но по-младите говорят предимно руски.

## Писменост
Използва вариант на кирилицата, въведен през 1937 година:
А а Ӓ ӓ Б б В в Г г Д д Е е Ё ё Ә ә Ӛ ӛ Ж ж З з И и Й й К к Ӄ ӄ Л л Л’ л’ М м Н н Ӈ ӈ О о Ӧ ӧ Ө ө Ӫ ӫ П п Р р С с Т т У у Ӱ ӱ Ф ф Х х Ц ц Ч ч Ч’ ч’ Ш ш Щ щ Ъ ъ Ы ы Ь ь Э э Ю ю Я я

## Граматични особености
Езикът е аглутинативен. Отношенията между частите на изречението се изразяват чрез окончания. Например при имената:
-ӈын за двойствено число;
-(ы)т за множествено число;
-a за дателен падеж;
-ны за местен/творителен падеж.
Сравни:
- хот „къща“ (срв. унгарски ház, фински koto „дом“ (висок стил))
- хотӈына „на двете къщи“ (дателен)
- хотытны „при къщите“ (местен)

Притежанието се изразява чрез окончания за единствено, двойствено и множествено число (има общо 27 форми). Например:
- мыс („крава“);
- мысем („кравата ми“);
- мысемын („двете ми крави“);
- мысев („кравите ми“);
- мыстатын („две от кравите ни“);
- мысӈытув („нашите две крави“).

Хантийският език е доста близък до унгарския. Сравни числителните имена:
- 1 – ит, ий – унг. egy
- 2 – катын – унг. kettő, két
- 3 – хутым – унг. három
- 4 – няты – унг. négy
- 5 – вет – унг. öt
- 6 – хут – унг. hat
- 7 – тапыт – унг.hét
- 8 – нювты, нывыт – унг. nyolc
- 9 – йиряӈ (= десет без едно?) – унг. kilenc
- 10 – яӈ – унг. tíz
- 20 – хус – унг. húsz
- 30 – хутымяӈ (три десетки) – унг. harminc
- 100 – сот – унг. száz

Хантийският и мансийският език са всъщност именително-винителни езици с новаторска морфологична ергативност. В ергативна конструкция подлогът и допълнението са в един и същ падеж в случай на непреходен глагол, докато при преходен глагол вършителят на действието се поставя в местен падеж (със значение на творителен).